# رایت کراس
رایت کراس (به انگلیسی: Right Cross) یک فیلم درام ورزشی محصول ۱۹۵۰ ایالات متحده آمریکا است که توسط مترو گلدوین مایر منتشر شد، توسط جان استرجس کارگردانی شد و توسط چارلز شنی نوشته شد؛ جون الیسون، ریکاردو مونتالبان، دیک پاول و لیونل باریمور نقش‌های اصلی‌اش را ایفا کردند و مریلین مونرو هم یک نقش کوچک را ایفا کرد که نامش در تیتراژ نیامد.